# عدنان شولاك
عدنان شولاك (من مواليد 5 سبتمبر 1952) هو سفاح ومغتصب تركي الأصل معروف باسم «وحش أرتفين» و«القاتل الفأس».
قتل شولاك أحد عشر مسن تتراوح أعمارهم بين 68 و95 عامًا في أرتفين بتركيا من عام 1992 إلى عام 1995. ستة منهن اغتصبهن قبل قتلهن. بعد إلقاء القبض عليه في عام 1995، استمرت محاكمة شولاك في محكمة زونغولداك العليا لأكثر من خمس سنوات. أدين في نهاية المطاف وحكم عليه بستة أحكام بالإعدام والسجن لمدة 40 عامًا. تم تخفيف عقوبته إلى السجن المؤبد عندما ألغت تركيا عقوبة الإعدام في عام 2004. وفي 28 مايو 2005 تم إطلاق سراحه من السجن بموجب ترتيبات الإفراج المشروط المعروفة باسم «عفو رهشان».